# Paralcis intertexans
Paralcis intertexans là một loài bướm đêm trong họ Geometridae.